# 黃腹鷚
黃腹鷚（学名：Anthus rubescens），又名褐色鷚，为鶺鴒科鷚屬下的一个种。是一種分布於北太平洋兩岸的小型鳴禽。由馬馬杜克·坦斯托爾於1771年在其著作《大不列顛鳥類學》（Ornithologia Britannica）中首次描述。 它曾被歸類為水鷚的一個型態。在北美洲被稱為「美洲鷚」，而在歐亞大陸則稱為「黃腹鷚」。

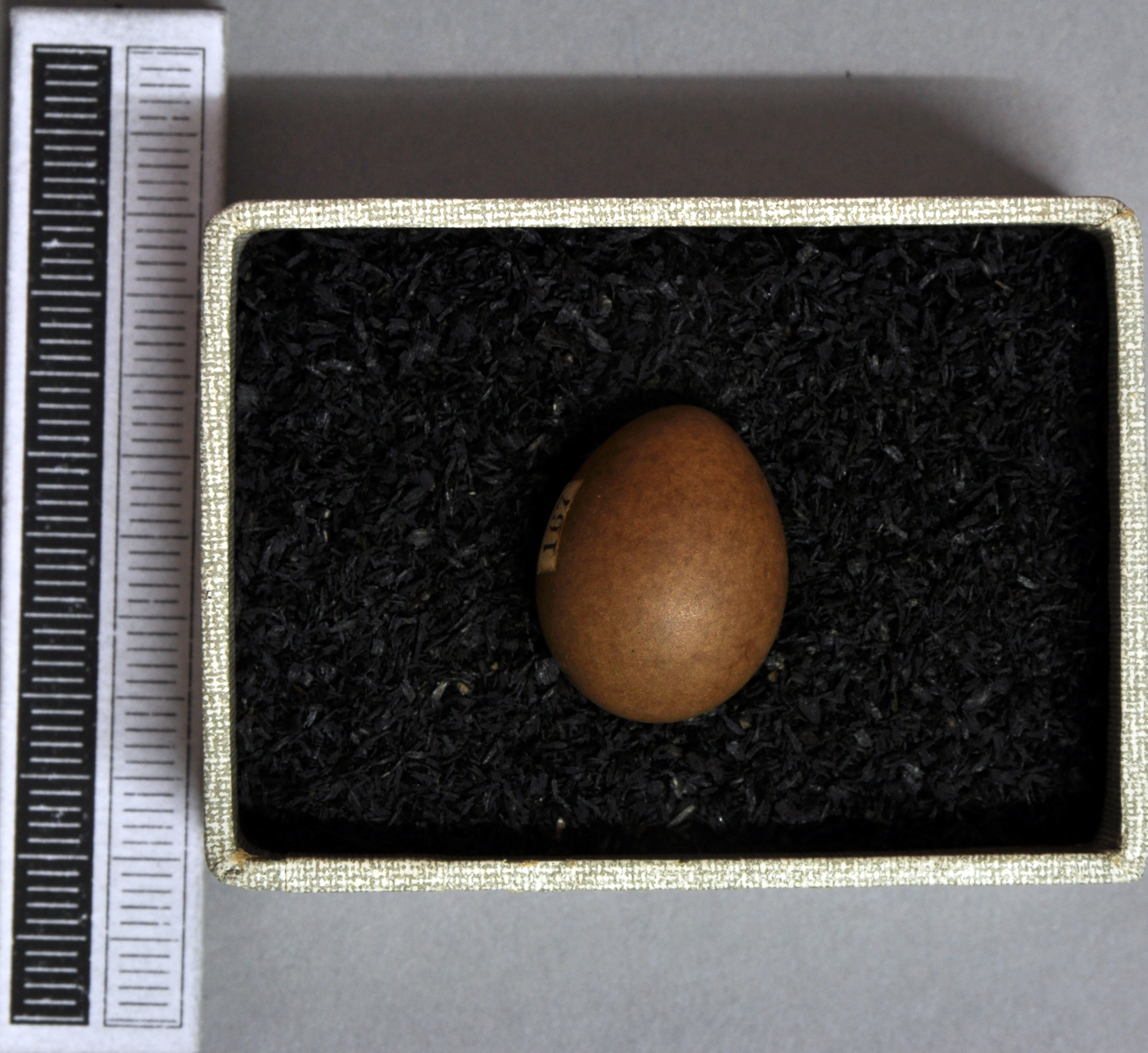
卵, 威斯巴登博物館

## 描述
如同大多數其他鷚類，黃腹鷚是一種外觀平淡無奇的物種，通常可以見到它在地面上四處奔跑。rubescens亞種（或美洲鷚）上部呈淺灰褐色條紋，胸部和側腹呈模糊的淺黃褐色條紋。腹部為白色，喙和腿呈深色。japonicus亞種（或#日本鷚日本鷚）上部較深，腹部條紋更粗黑，腿呈紅色調。 它的叫聲是尖銳的sip聲。
測量數據:
- 長度: 16厘米
- 重量: 22克
- 翼展: 24厘米

## 分類
其學名來自拉丁語。Anthus是草原小鳥的名稱，種名rubescens意指「微紅色」，源自ruber，即「紅潤的」。
目前認可的四個亞種屬於兩個主要群體。牠們之間的形態和DNA序列差異相當顯著，經進一步研究後可能被視為不同物種：
- A. r. rubescens – (Tunstall, 1771)，美洲鷚 – 繁殖於加拿大北部，向東延伸至格陵蘭和美國東北部，冬季遷徙至中美洲。
- A. r. pacificus - – (Todd, 1935) 繁殖於太平洋山脈（從阿拉斯加到俄勒岡），冬季遷徙至墨西哥西部。繁殖於阿拉斯加南部的鳥類有時被認為是不同的亞種A. r. geophilus.。[8]
- A. r. alticola - – (Todd, 1935) 繁殖於落基山脈（從不列顛哥倫比亞南部到加州），冬季遷徙至墨西哥。
- A. r. japonicus – Temminck & Schlegel, 1847，日本鷚或西伯利亞鷚 – 繁殖於東古北界的大部分地區（包括日本）。

該物種與歐洲岩鷚（A. petrosus）及水鷚（A. spinoletta）關係密切，這三種曾經被視為同一物種。它們可以通過叫聲和一些外觀線索區分，但岩鷚和黃腹鷚不同域分布，除非作為迷鳥出現，而黃腹鷚與水鷚的分布區域僅在中亞的少數地區重疊。

## 行為
黃腹鷚的兩個亞種都是候鳥。黃腹鷚在北美洲的太平洋海岸過冬，從北美南部到中美洲的大西洋海岸也有其過冬分佈。 至少對於黃腹鷚來說，其冬季活動範圍在20世紀似乎向北擴展，且鳥類在冬季棲地停留的時間似乎減少了。例如，在俄亥俄州北部，該物種在1900年代（10年代）遷徙期間（5月和9月/10月）被記錄為「不常見」，但現在被認為是一種「廣泛的候鳥」，可以在3月至5月和9月下旬至11月之間看到，許多鳥類實際上在這麼北的地方過冬。亞洲的鳥類主要在從巴基斯坦東部到東南亞的地區過冬，偶爾在北至雲南的地方發現，也有一些鳥類在日本全年居住或只進行短途遷徙。美洲和亞洲的亞種分別是西歐和東歐的罕見迷鳥。
像其近親一樣，黃腹鷚是食蟲動物。 黃腹鷚的繁殖棲地為苔原，但在繁殖季節之外，它出現在植被稀少的開闊區域，類似於水鷚（A. spinoletta）所偏好的地點。

## 繁殖：從配對到幼鳥離巢
黃腹鷚在繁殖地融雪期間到達後，首先要做的事情就是配對。事實上，雄鳥會一對一地爭鬥，以贏得雌鳥並在整個繁殖季節與其配對。它們也為無雪的巢位進行爭奪，這些地方更適合築巢。此時非常關鍵，因為融雪意味著節肢動物數量的增加，這是黃腹鷚的主要食物來源。爭鬥和配對結束後，築巢是下一步。巢通常位於地面上的乾燥或濕草地，一般有某種保護，但從不放置在灌木或樹上。 理想巢的材料取決於巢區周圍的情況，通常由莎草、枯草或新鮮細草構成，有時還有一些馬毛。 黃腹鷚需要面對的最後挑戰是巢的成功率。巢經常成為螞蟻或鷹類等掠食者的目標。如果這一關卡成功度過，則可能會產下一顆蛋。 如果環境條件（如溫度和巢址）不理想，雌鳥不會產卵。如果首次嘗試失敗，產卵的時間將縮短。一般來說，黃腹鷚在融雪後的4至5天內（4月到5月）持續產卵，直到7月中旬。之後，雄鳥的睾丸縮小，雌鳥拒絕任何交配行為。每窩的卵數通常為5顆，但這可能會隨著降雪、父母的繁殖能力和掠食情況而變化。 卵的孵化期為13–14天。 在此期間，雌鳥不會離開巢，但對周圍的任何動靜反應敏銳。她會通過唱歌與雄鳥交流，雄鳥則會給她帶來食物並捍衛領地。雛鳥孵化後4或5天，身體瘦小，呈藍灰色，只有次級羽毛。第一週，雌鳥會護巢，但雙親都會餵食牠們。7天後，幼鳥準備離巢，但在離巢後的14天內，父母仍會餵養牠們。最終，幼鳥會與其他幼鳥組成小群，開始獨自行動。

## 狀態
黃腹鷚是一種分佈廣泛且常見的物種，根據國際自然保護聯盟（IUCN）的評估，它並未被認為是受威脅物種。